# 1970
1970 (MCMLXX) byl rok, který dle gregoriánského kalendáře započal čtvrtkem.

## Události
Automatický abecedně řazený seznam viz Kategorie:Události roku 1970

### Česko
- Do provozu byly uvedeny první bloky tepelné elektrárny Počerady na Mostecku.
- Byla rozpuštěna skautská organizace Junák. Její aktivity oficiálně převzala Pionýrská organizace SSM.
- únor – Na základě odstraňování nespolehlivých osob ze strany byly zahájeny celostranické prověrky spojené s výměnou stranických legitimací. Z více než 1,5 mil. členů KSČ jich bylo přes 300 tis. vyloučeno převážně z důvodů „nevhodných“ postojů během krizových let 1968–1969. Vyloučení členové strany byli často perzekvováni i jinými způsoby, např. výpovědí ze zaměstnání.
- 14.–22. února – Ve Vysokých Tatrách se konalo mistrovství světa v lyžování. Pro tuto příležitost byla významně zmodernizována sportoviště, zázemí i infrastruktura.
- 10. května – Vysílání zahájil druhý program Československé televize. Zároveň byla předána první část nově vybudovaného komplexu ČST v Praze 4 na Kavčích horách.
- 1. června – Byl zrušen tramvajový provoz v Ústí nad Labem a plně nahrazen autobusovou dopravou. Tramvaje dojezdily na poslední trati z Předlic do Krásného Března.
- 8. června – Únos letadla ČSA: Skupina osmi mladých lidí s dítětem[1] přinutila krátce po startu v 10:30 pod pohrůžkou zastřelení a odpálení výbušniny posádku dopravního letadla ČSA na lince z Karlových Varů do Prahy změnit trasu letu směrem do NSR. Unesené letadlo přistálo v 11:30 hod. v Norimberku. Nikdo nebyl zraněn.[2]
- 9. června – Severní část okresu Hodonín na jižní Moravě postihla lokální povodeň s nebývale tragickými dopady. Zasaženo bylo zejména povodí říček Kyjovka a Trkmanka – nejvíce postiženy byly obce Lovčice, Šardice, Dražůvky a Želetice, poškozeny byly železniční tratě Čejč–Ždánice a Brno – Trenčianská Teplá. V Šardicích vyplavil rozvodněný Šardický potok hlubinný lignitový důl Dukla, v němž v době katastrofy pracovalo 110 horníků. 34 z nich se v podzemí dolu utopilo.[3][4]
- 9.–11. listopadu – V Praze byl ustaven Socialistický svaz mládeže, který sdružoval veškeré mládežnické organizace v ČSSR. Sdružení nahradilo Československý svaz mládeže, jehož činnost byla prakticky ukončena v roce 1968 v souvislosti s obrodným procesem ve společnosti
- 1. prosince – V Československu proběhlo sčítání lidu, domů a bytů. V ČSSR ke dni sčítání žilo 14 344 987 obyvatel, z toho 9 807 697 v ČSR a 4 537 290 v SSR.
- 4. prosince – Spadl Král smrků v Boubínském pralese.
- 10. prosince – Vydán dokument „Poučení z krizového vývoje ve straně a společnosti po XIII. sjezdu KSČ“, který znamenal oficiální přechod k „normalizaci“.
- 11. prosince – Na železničním mostě u Řikonína, okr. Žďár nad Sázavou, došlo k tragické nehodě. Do zadní části nákladního vlaku stojícího na mostě narazila samostatně jedoucí lokomotiva, což způsobilo vykolejení osmi nákladních vagonů, které tak zablokovaly protisměrnou traťovou kolej. Do vagonů poté v plné rychlosti narazil expres Pannonia jedoucí ve směru Brno – Havlíčkův Brod – Praha. Po nárazu se dva z jeho vagonů zřítily z 30 m vysokého viaduktu do údolí potoka Libochovky. Neštěstí si vyžádalo 32 obětí na životech.

### Svět
- 1. ledna – Island se stal členem Evropského sdružení volného obchodu.
- 5. března – Vstoupila v platnost Smlouva o nešíření jaderných zbraní.
- 11. dubna – start Apollo 13 z kosmodromu na Mysu Canaveral
- 22. dubna – První Den Země slaven v San Franciscu.
- 29. dubna – Vstup Amerických vojsk do Kambodže, za cílem vypátrat vojenské a řídící základny Vietcongu a NVA.
- 4. května – Americká Národní garda při zásahu na protiválečné demonstraci v Ohiu zastřelila 4 studenty a 9 jich zranila.
- 21. května – Rozsáhlé zemětřesení v severním Peru zahubilo 66 800 lidí, zničeno bylo 157 000 domů.
- 31. května – Při zemětřesení pod nejvyšší peruánskou horou Huascaránem zahynulo sedmdesát tisíc Peruánců a 14 českých horolezců Expedice Peru 1970.
- 6. září – Lidová fronta pro osvobození Palestiny unesla 4 dopravní letadla.
- září – Při tzv. Černém září při konfliktech jordánského krále Husajna I. a palestinskými militantními organizacemi zahynulo několik tisíc lidí.
- 10. října – Nezávislost Fidži.
- 12. listopadu – Na následky cyklónu Bhola zemřelo ve Východním Pákistánu (Bangladéši) a indickém Západním Bengálsku okolo 500 000 lidí.
- 14.–19. prosince – Během zásahu polské armády při nepokojích na severu Polska bylo zabito nejméně 39 lidí, přes 1 100 jich bylo zraněno a okolo 3 000 zatčeno.
- Východnímu Pákistánu (od roku 1971 – Bangladéš) byla udělena autonomie.
- Papež Pavel VI. stanovil věkovou hranici (80 let) pro účast biskupů v konkláve.
- Americký vynálezce Gordon Ingram zkonstruoval samopal Ingram MAC-10.

## Vědy a umění
- 10. dubna – Paul McCartney oznámil, že opouští skupinu Beatles, což vedlo následně k rozpadu skupiny.
- 9. října – Premiéra českého vědeckofantastického dobrodružného filmu Bořivoje Zemana Na kometě podle románu Julese Vernea
- 16. října – Premiéra českého filmu Valerie a týden divů, který natočil Jaromil Jireš podle stejnojmenné prózy Vitězslava Nezvala
- 15. prosince – Přistála první sonda Veněra 7 na povrchu Venuše.
- Začalo se vyšetřovat kolonoskopií.
- červenec – Thor Heyerdahl dokázal, že plavba mezi severní Afrikou a Karibikem je možná s použitím starověkých metod – doplul, na člunu Ra II z papyru, z Maroka do Barbadosu.
- Freddie Mercury přejmenoval skupinu Smile, do které se přidal jako zpěvák, na Queen.
- Na Pedagogické fakultě v Hradci Králové vznikla folková skupina Kantoři.
- Ralf Hütter a Florian Schneider založili skupinu Kraftwerk.
- Objeven chemický prvek č. 105 dubnium.
- Vyšel první díl Empire Trilogy (Trilogie impéria) Jamese Gordona Farrella Troubles (česky vyšlo jako Nepokoje).

## Nobelova cena
- Nobelova cena za fyziku – Hannes Alfvén, Louis Néel
- Nobelova cena za chemii – Luis Federico Leloir
- Nobelova cena za fyziologii a lékařství – Bernard Katz, Ulf von Euler, Julius Axelrod
- Nobelova cena za literaturu – Alexandr Solženicyn
- Nobelova cena za mír – Norman Borlaug
- Nobelova pamětní cena za ekonomii – Paul A. Samuelson

## Narození

### Česko

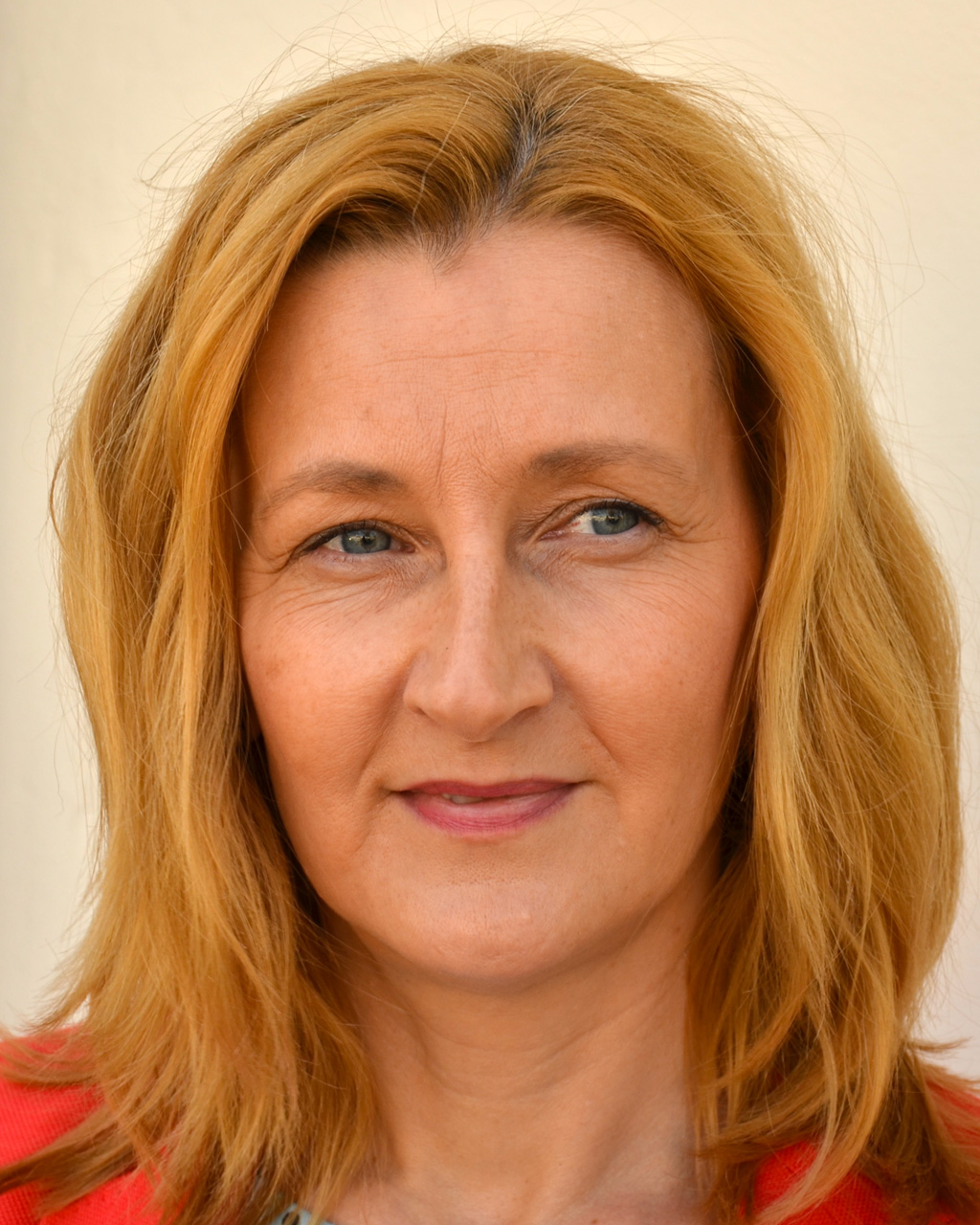
Daniela Drtinová (* 1. července)

- 06. ledna – Radoslav Látal, fotbalista
- 11. ledna – Jan Beránek, ekologický aktivista, politik
- 21. ledna – Martin Jahn, politik a ekonom
- 22. ledna – Bohumil Fiala, pedagog († 28. července 2021)
- 12. února – Patrik Hezucký, moderátor a herec
- 20. února – Hana Ševčíková, herečka a dabérka
- 09. března – Martin Myšička, herec
- 19. března – Daniel Beneš, manažer a generální ředitel ČEZ
- 24. března
  - Martin Dolenský, herec, režisér a scenárista († 6. dubna 2017)
  - Lukáš Pollert, lékař, kanoista, politik
  - Jan Blatný, lékař, vysokoškolský pedagog, politik a exministr zdravotnictví České republiky
- 07. dubna – Jiří Novotný (fotbalista), fotbalista
- 10. dubna – Ivo Danilevič, bobista
- 22. dubna – Martin Hájek, politik a cimbalista
- 26. dubna – Alena Dvořáková, fotografka
- 28. dubna – Michal Horňák, fotbalista
- 29. května – Jan Černý, imunolog a vysokoškolský pedagog
- 31. května – Dana Černá, dabérka a herečka
- 11. června – Břetislav Tureček, novinář a fotograf
- 18. června – David Drábek, dramatik a režisér
- 30. června – Michal Malátný, zpěvák a herec
- 01. července – Daniela Drtinová, novinářka a moderátorka
- 23. července – Jaromír Bláha, veterinář a občanský aktivista
- 10. srpna – Ivana Christová, Miss Československa v roce 1989
- 14. srpna – Ctislav Doseděl, profesionální tenista
- 15. srpna – Martin David, římskokatolický duchovní
- 29. srpna – Saša Gedeon, filmový a televizní režisér
- 16. září – Milan Bárta, pedagog a spisovatel
- 24. září – Karel Janák, filmový a televizní režisér
- 25. září – Jaroslav Šmíd, herec († 15. listopadu 2017)
- 28. září – Petr Halberstadt, herec
- 29. září – Milan Benian, sportovní lezec, vicemistr světa
- 01. října – Ilona Csáková, zpěvačka
- 05. října – David Neugebauer, fotograf
- 28. října – Miloš Řezník, historik
- 19. listopadu – Rudolf Hrušínský nejmladší, herec
- 21. listopadu – Luděk Beneš, florbalista a florbalový trenér
- 16. prosince – Martin Finger, herec

### Svět

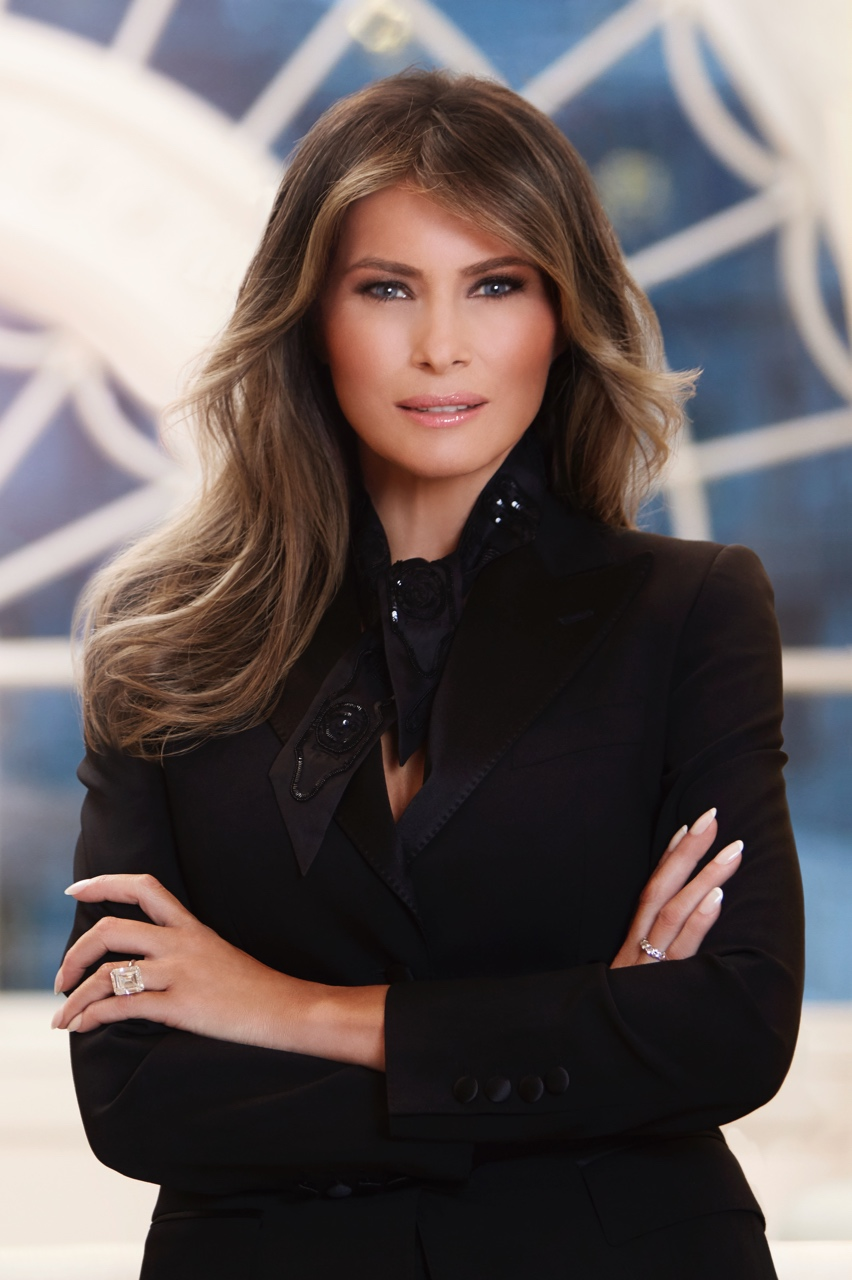
Melania Trumpová (* 26. dubna)

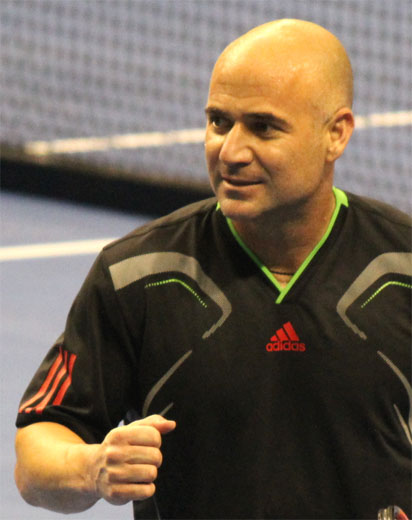
Andre Agassi (* 29. dubna)

- 05. ledna – Vladimir Čagin, ruský automobilový závodník
- 09. ledna – Axel Rodrigues de Arruda, brazilský fotbalista
- 12. ledna – Serik Kazbekov, ukrajinský sportovní lezec
- 17. ledna – Jeremy Roenick, americký lední hokejista
- 22. ledna – Andy Bolton, anglický vzpěrač a powerlifter
- 03. února – Blasio Park, jihokorejský římskokatolický duchovní
- 12. února – Mihaela Dascăluová, rumunská rychlobruslařka
- 13. února – Mika Halvari, finský koulař
- 19. února – Joacim Cans, švédský zpěvák
- 22. února – Patrick Vlačič, slovinský právník a politik
- 03. března – Julie Bowen, americká herečka
- 07. března – Milan Dvorščík, slovenský silniční cyklista
- 9. března – Martin Johnson, anglický ragbista
- 10. března – Fofão, brazilská volejbalistka
- 26. března – François Legrand, francouzský sportovní lezec
- 27. března – Leila Pahlaví, íránská princezna († 10. června 2001)
- 31. března – Alenka Bratušeková, slovinská premiérka (2013-2014)
- 11. dubna – Ondrej Binder, slovenský politik († 13. května 2016)
- 18. dubna – Čo Son-džin, jihokorejský profesionální hráč go
- 22. dubna – Andrea Giani, italský volejbalista
- 28. dubna – Nicklas Lidström, švédský lední hokejista
- 29. dubna
  - Uma Thurman, americká herečka
  - Andre Agassi, americký tenista
- 30. dubna – Halit Ergenç, turecký herec
- 1. května – Rod Snow, kanadský ragbista
- 04. května – Karla Homolka, kanadská sériová vražedkyně
- 16. května – Gabriela Sabatini, argentinská tenistka
- 18. května – Tim Horan, australský ragbista
- 22. května – Naomi Campbell, britská modelka
- 23. května – Jigal Amir, vrah izraelského premiéra Jicchaka Rabina
- 07. června
  - Dean DeBlois, kanadský režisér a scenárista
  - Mike Modano, americký lední hokejista
- 09. června – Andreas Bohnenstengel, německý fotograf
- 10. června
  - Olga Danilovová, ruská běžkyně na lyžích
  - Dwayne Burno, americký jazzový kontrabasista
- 14. června – Peter Futej, slovenský fotbalista
- 23. června – Yann Tiersen, francouzský hudebník
- 27. června
  - John Eales, australský ragbista
  - Régine Cavagnoudová, francouzská alpská lyžařka († 31. října 2001)
- 03. července – Teemu Selänne, finský lední hokejista
- 04. července – Andrej Čerkasov, ruský tenista
- 13. července – Natalie Richer, francouzská sportovní lezkyně
- 25. července – Brian Blade, americký jazzový bubeník
- 09. srpna – Rod Brind'Amour, kanadský lední hokejista
- 19. srpna – Heike Balcková, německá skokanka do výšky
- 23. srpna – Brad Mehldau, americký jazzový pianista
- 25. srpna – Claudia Schiffer, německá modelka
- 08. září – Douglas Cardozo, venezuelský judista
- 28. září – Hadar Galron, izraelská dramatička
- 01. října – Alexej Žamnov, ruský hokejový útočník
- 08. října – Matt Damon, americký herec
- 20. října – Sander Boschker, nizozemský fotbalový brankář
- 27. října – Karl Backman, švédský kytarista, zpěvák a malíř
- 28. října – Kurt Rosenwinkel, americký jazzový kytarista
- 03. listopadu – Almir Turković, bosenský fotbalista
- 06. listopadu – Ethan Hawke, americký herec
- 9. listopadu – Bill Guerin, americký lední hokejista
- 12. listopadu – Craig Parker, novozélandský herec
- 15. prosince – Frankie Dettori, italský žokej
- 22. prosince – Gary Anderson, skotský hráč šipek
- 28. prosince – Oleg Artěmjev, ruský kosmonaut
- 29. prosince – Holger Apfel, německý novinář a politik

## Úmrtí

### Česko

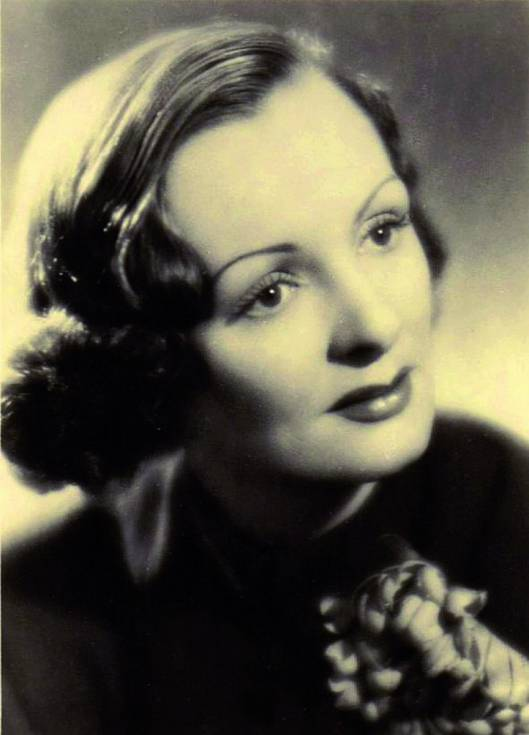
Světla Svozilová († 25. února)

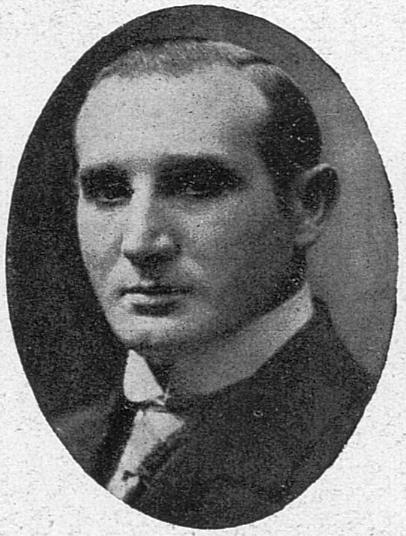
Jaroslav Vojta († 20. dubna)

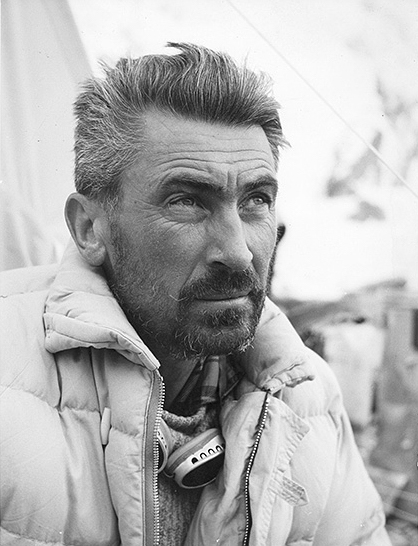
Vilém Heckel († 31. května)

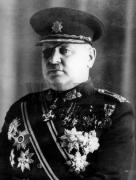
Jan Syrový († 17. října)

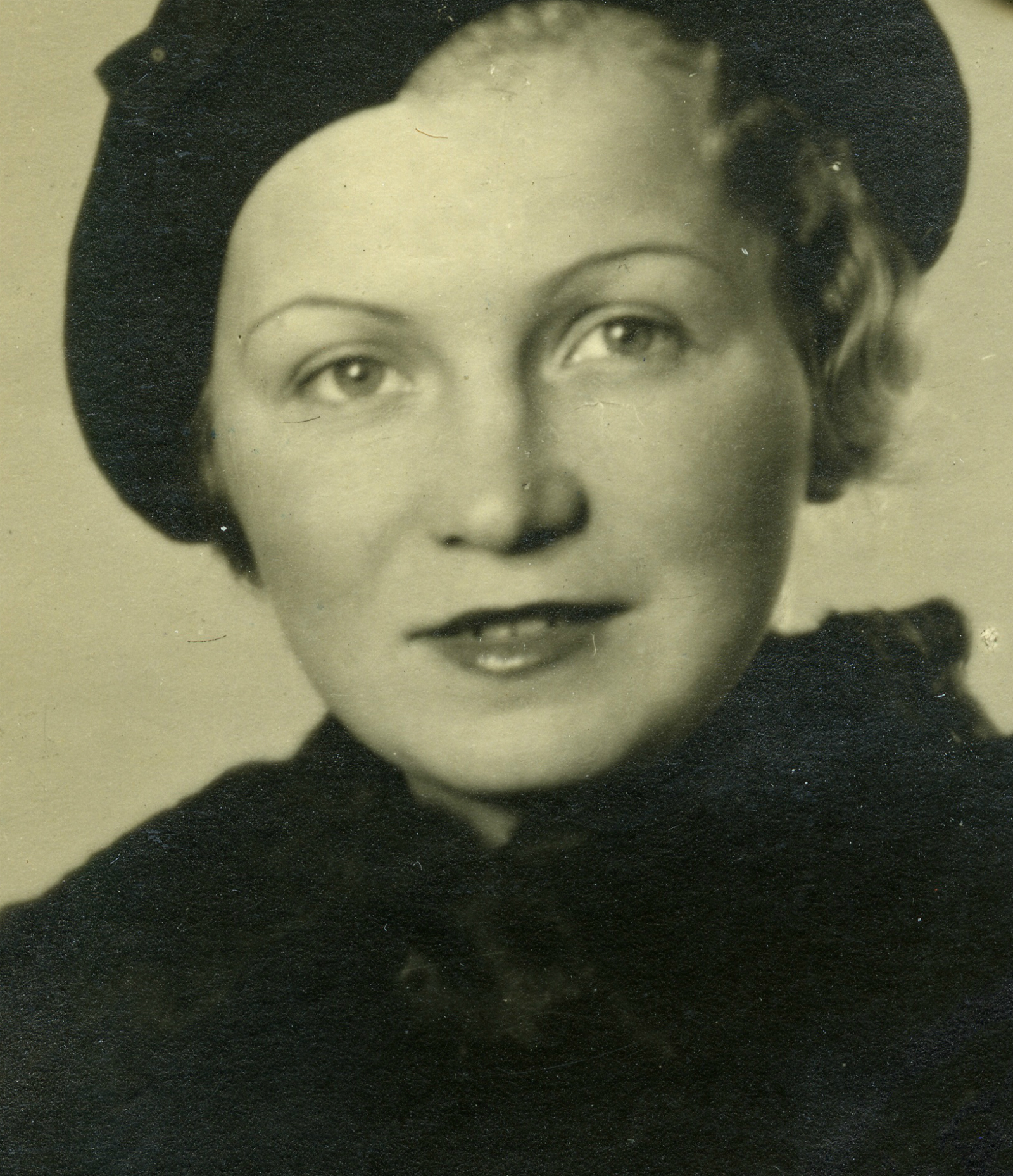
Božena Havlová († 11. prosince)

- 1. ledna – Pavel Teimer, grafik a typograf (* 6. dubna 1935)
- 3. ledna – Antonín Frel, učitel, historik a spisovatel (* 11. června 1894)
- 6. ledna – Emanuel Famíra, sochař a malíř (* 15. prosince 1900)
- 8. ledna
  - Alois Kubíček, architekt, památkář, historik architektury (* 27. května 1887)
  - Jaroslav Werstadt, historik, novinář a publicista (* 21. března 1888)
- 12. ledna – Jaroslav Benda, malíř (* 27. dubna 1882)
- 14. ledna – Pravoslav Kotík, malíř (* 1. května 1889)
- 17. ledna – Milada Paulová, historička a byzantoložka (* 2. listopadu 1891)
- 25. ledna – Josef Šulc, herec (* 1. června 1926)
- 29. ledna – Jan Vavřík-Rýz, loutkář, herec, komik, výtvarník, řezbář, kreslíř a režisér (* 19. května 1900)
- 31. ledna – Jan Oswald, geolog, mineralog a spisovatel (* 30. ledna 1890)
- 2. února – Jaroslav Vogel, dirigent a hudební skladatel (* 11. ledna 1894)
- 3. února – Emanuel Frinta, malíř (* 31. října 1896)
- 17. února
  - Otto Heller, kameraman (* 3. září 1896)
  - Čeněk Šlégl, herec (* 30. září 1899)
- 20. února
  - Marta Krásová, pěvkyně (* 16. března 1901)
  - Pavel Ludikar, pěvec – basista (* 3. března 1882)
- 25. února – Světla Svozilová, herečka (* 13. listopadu 1906)
- 28. února – Jaroslav Augusta, malíř (* 4. září 1878)
- 1. března – Miroslav Míčko, historik umění, pedagog, výtvarný kritik a překladatel (* 26. března 1912)
- 6. března
  - Wlastimil Hofman, česko-polský akademický malíř (* 27. dubna 1881)
  - Valter Feldstein, překladatel (* 3. ledna 1911)
- 8. března – Eduard Světlík, malíř (* 6. listopadu 1903)
- 10. března
  - Josef Schieszl, československý ministr sociální péče a zdravotnictví (* 30. dubna 1876)
  - František Píšek, odborník na slévárenství a hutnictví, akademik ČSAV (* 24. dubna 1886)
- 19. března – František Junek, fotbalista (* 17. ledna 1907)
- 23. března – Fanoš Mikulecký, skladatel (* 28. července 1912)
- 5. dubna – Jan Slavíček, malíř (* 22. ledna 1900)
- 6. dubna – Karel Neuwirth, lékař v oboru urologie (* 24. září 1893)
- 7. dubna – Václav Richter, historik a teoretik umění (* 30. srpna 1900)
- 8. dubna – Julius Pokorny, německojazyčný lingvista, specialista na keltské jazyky (* 12. června 1887)
- 20. dubna – Jaroslav Vojta, herec (* 27. prosince 1888)
- 8. května – Adolf Procházka, právník, politik, ministr zdravotnictví (* 5. srpna 1900)
- 16. května – Jan Port, divadelní teoretik, herec, režisér, kostýmní výtvarník (* 29. června 1894)
- 20. května – Antonín Schenk, osobní sekretář Tomáše Garrigue Masaryka (* 23. prosince 1896)
- 21. května – František Škvor, dirigent a hudební skladatel (* 11. prosince 1898)
- 22. května – Jiří Svoboda, hudební skladatel a pedagog (* 23. prosince 1897)
- 26. května – Ladislav Lábek, historik a muzeolog (* 27. ledna 1882)
- 29. května – Jaroslav Černý, egyptolog (* 22. srpna 1898)
- 31. května
  - Vilém Heckel, fotograf a horolezec (* 21. května 1918)
  - Arnošt Černík, horolezec a spisovatel (* 28. srpna 1926)
  - Valerián Karoušek, sochař a horolezec (* 31. ledna 1929)
  - Miloš Matras, horolezec (* 4. října 1933)
- 24. června – Eman Fiala, herec (* 15. dubna 1899)
- 25. června
  - Karel Marušák, československý politik a politický vězeň (* 20. ledna 1884)
  - Rudolf Brdička, akademik, žák Jaroslava Heyrovského a profesor Fyzikální chemie na Karlově univerzitě (* 25. února 1906)
  - Franz Karmasin, československý nacistický politik (* 2. září 1901)
- 28. června – Jan C. Vondrouš, rytec a grafik (* 24. ledna 1884)
- 4. července – Karel Sokolář, fotbalový reprezentant (* 7. dubna 1907)
- 8. července
  - Otto Peters, malíř (* 5. října 1882)
  - Vladimír Kajdoš, československý generál, politik a ministr (* 21. února 1893)
- 11. července – Jiřina Skupová, loutkoherečka (* 2. února 1895)
- 19. července – Bedřich Nikodém, skladatel, trampský písničkář (* 12. srpna 1909)
- 20. července – Jindřich Šoltys, fotbalový reprezentant (* 12. ledna 1902)
- 31. července – Jaromír Velecký, malíř (* 24. září 1918)
- 1. srpna – Stanislav Jandík, spisovatel a grafik (* 14. května 1902)
- 6. srpna – Vojtěch Černý, kanovník Katedrální kapituly u sv. Štěpána v Litoměřicích (* 24. dubna 1877)
- 27. srpna – Jan Bartuška, ministr spravedlnosti vlády Československa (* 17. května 1908)
- srpen – Karel Flek, violoncellista, tympanista a hudební skladatel. (* 10. prosince 1908)
- 7. září – Jaroslav Janouch, spisovatel, redaktor, překladatel (* 22. října 1903)
- 9. září – Petr Den, právník, diplomat, esejista a publicista (* 3. dubna 1898)
- 10. září – Josef Černý (voják), voják na východní frontě (* 13. září 1916)
- 18. září
  - Stanislav Neumann, básník (* 17. října 1927)
  - Rudolf Šedivý, oběť komunistické totality (* 25. května 1897)
- 22. září – Vojtěch Jarník, matematik (* 22. prosince 1897)
- 23. září – Karel Pešek, fotbalista (* 20. září 1895)
- 13. října – Fanda Mrázek, herec, komik (* 22. srpna 1903)
- 17. října – Jan Syrový, československý generál a předseda vlády (* 24. ledna 1888)
- 23. října – Vladimír Burda, překladatel, publicista, kritik a básník (* 15. ledna 1934)
- 27. října – Zdeněk Šimek, sochař a malíř (* 19. dubna 1927)
- 28. října – Karel Konvalinka, dirigent, hudební skladatel a pedagog (* 21. prosince 1885)
- 30. října – Jan Alda, básník a překladatel (* 26. února 1901)
- 2. listopadu – Johannes Urzidil, pražský, německy píšící spisovatel (* 3. února 1896)
- 13. listopadu – Vladimír Kristin, malíř (* 25. července 1894)
- 16. listopadu – Josef Šíma, církevní právník, děkan bohoslovecké fakulty Karlovy univerzity v Praze (* 28. října 1889)
- 18. listopadu – Richard Feder, rabín a spisovatel (* 26. srpna 1875)
- 26. listopadu – Jaroslav Tomášek, hudební skladatel (* 10. dubna 1896)
- 28. listopadu – Jan Drda, prozaik a dramatik (* 4. dubna 1915)
- 6. prosince – Ondřej Petrů, teolog, profesor církevního práva, překladatel Nového zákona (* 14. března 1915)
- 11. prosince – Božena Havlová, výtvarnice a módní návrhářka (* 15. února 1913)
- 20. prosince – Julie Šupichová, spisovatelka a esperantistka (* 27. ledna 1884)
- Jiří Křížek, advokát, oběť komunistického teroru (* 27. květen 1895)

### Svět
- 5. ledna

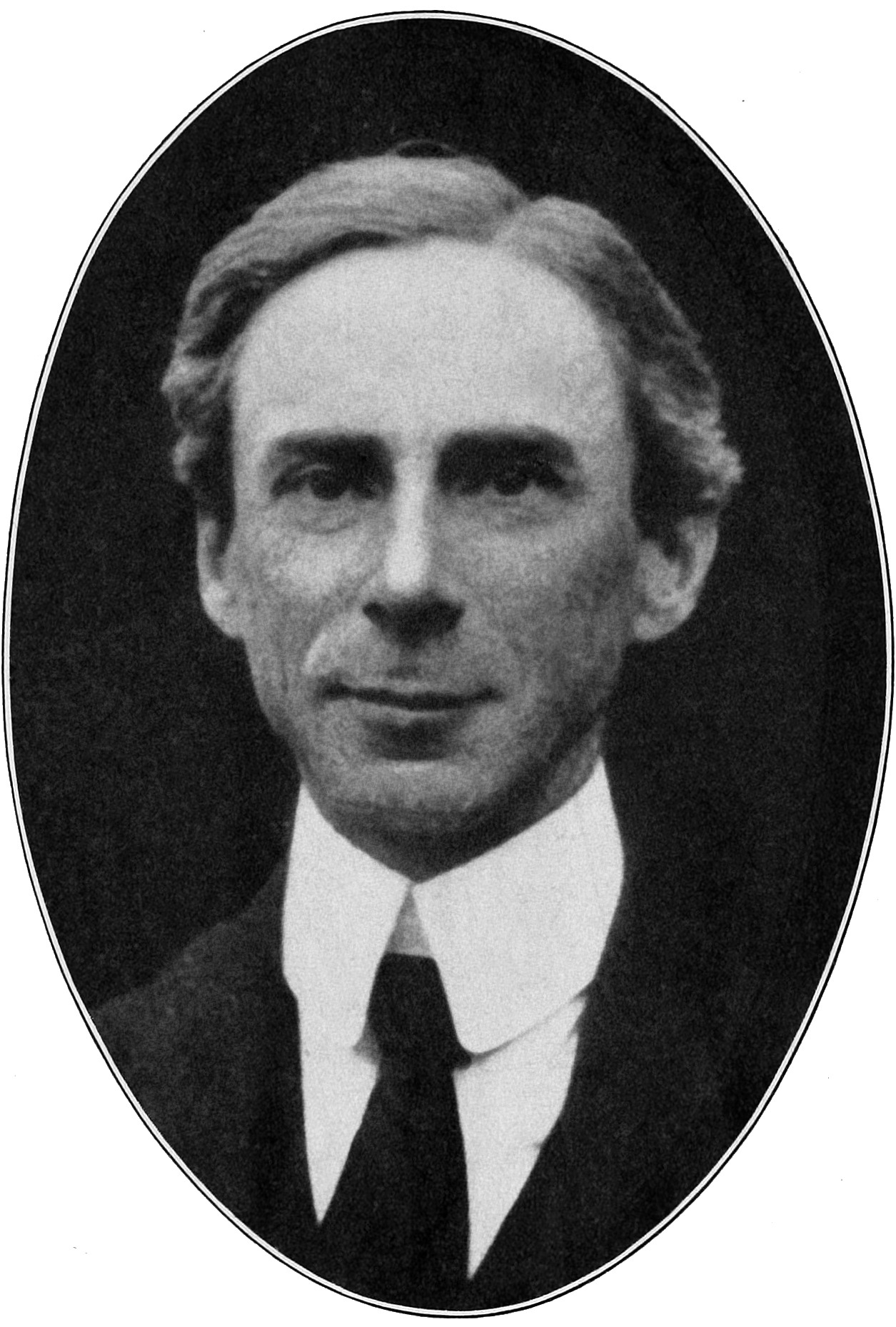
Bertrand Russell († 2. února)

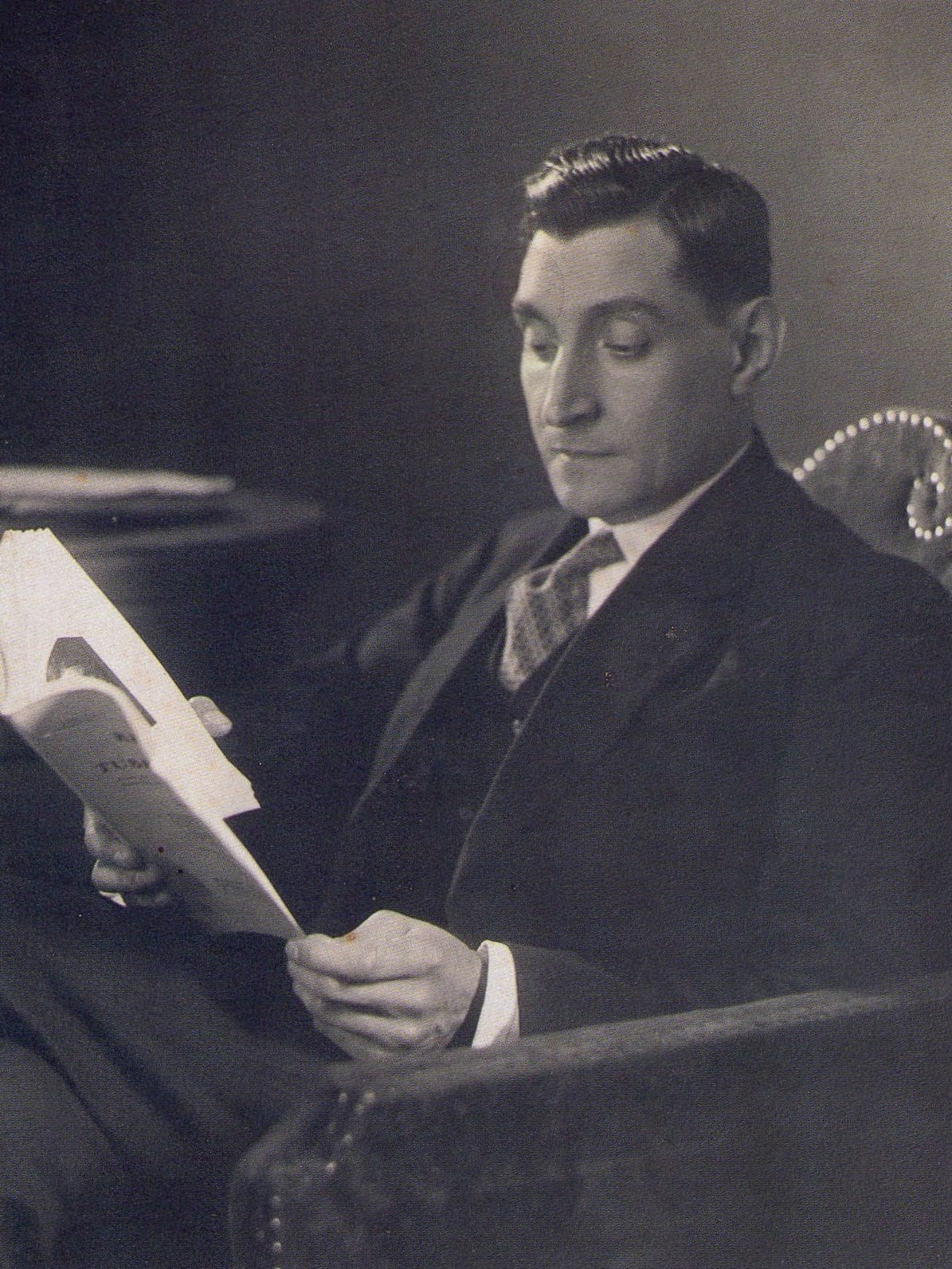
António de Oliveira Salazar († 27. července)

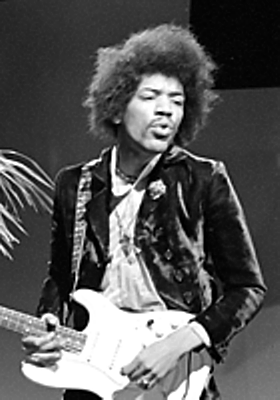
Jimi Hendrix († 18. září)

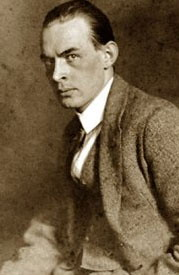
Erich Maria Remarque († 25. září)

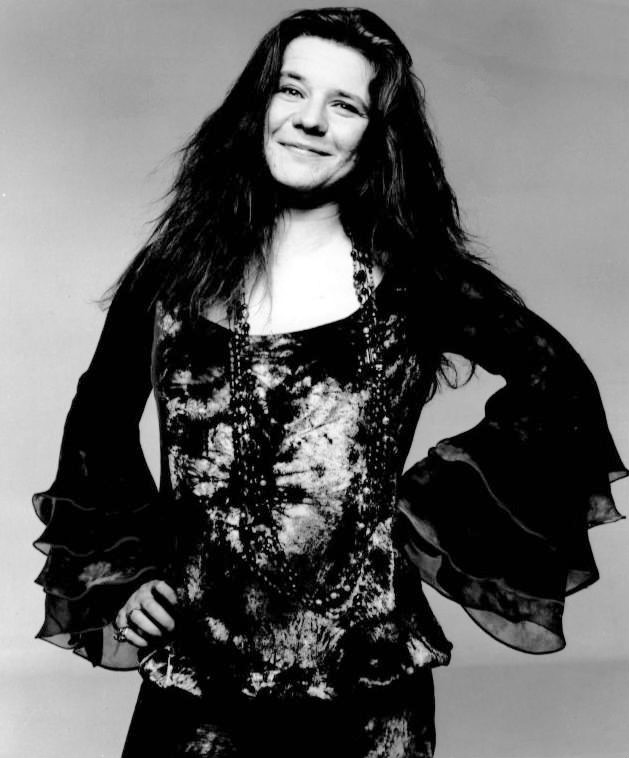
Janis Joplin († 4. října)

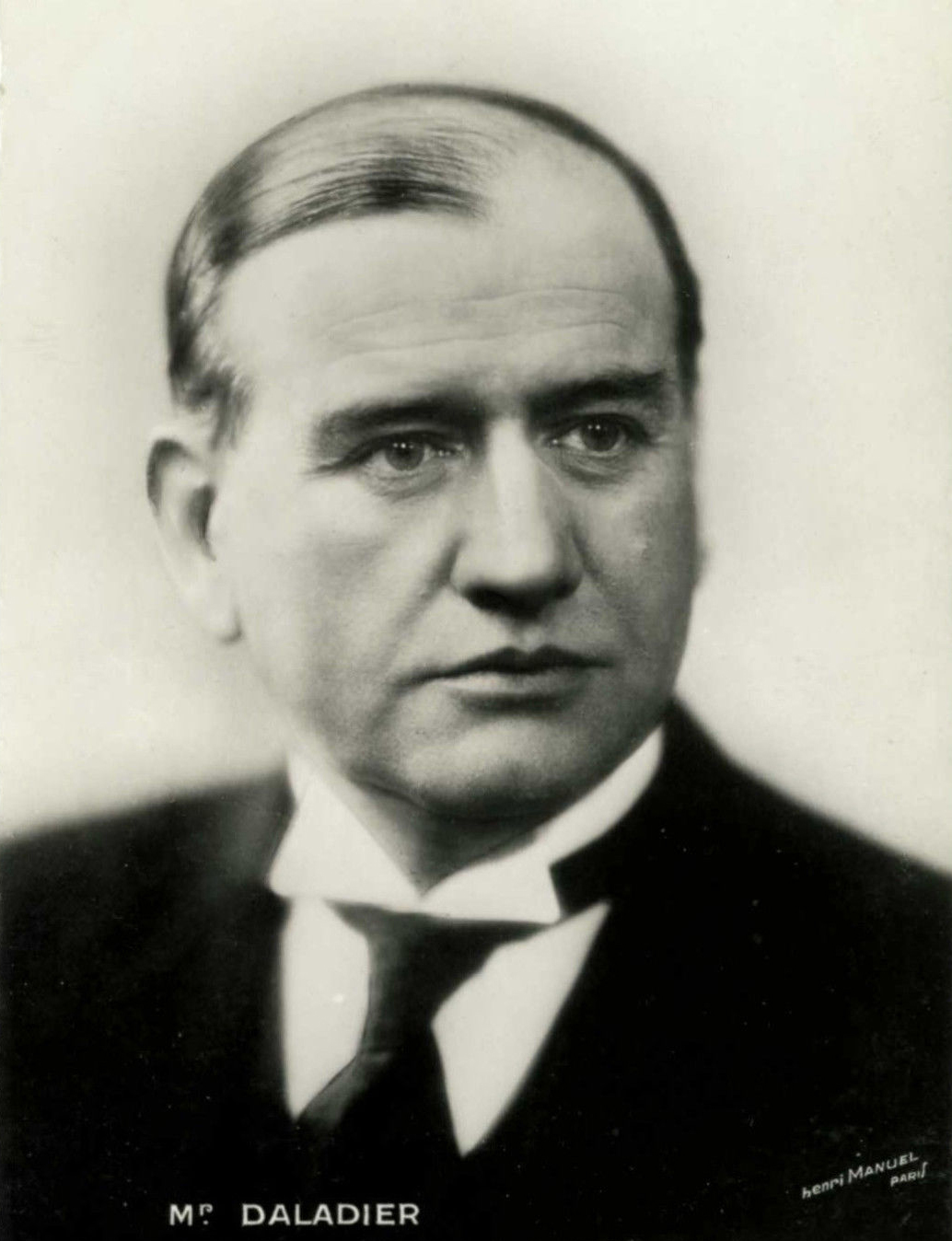
Édouard Daladier († 10. října)

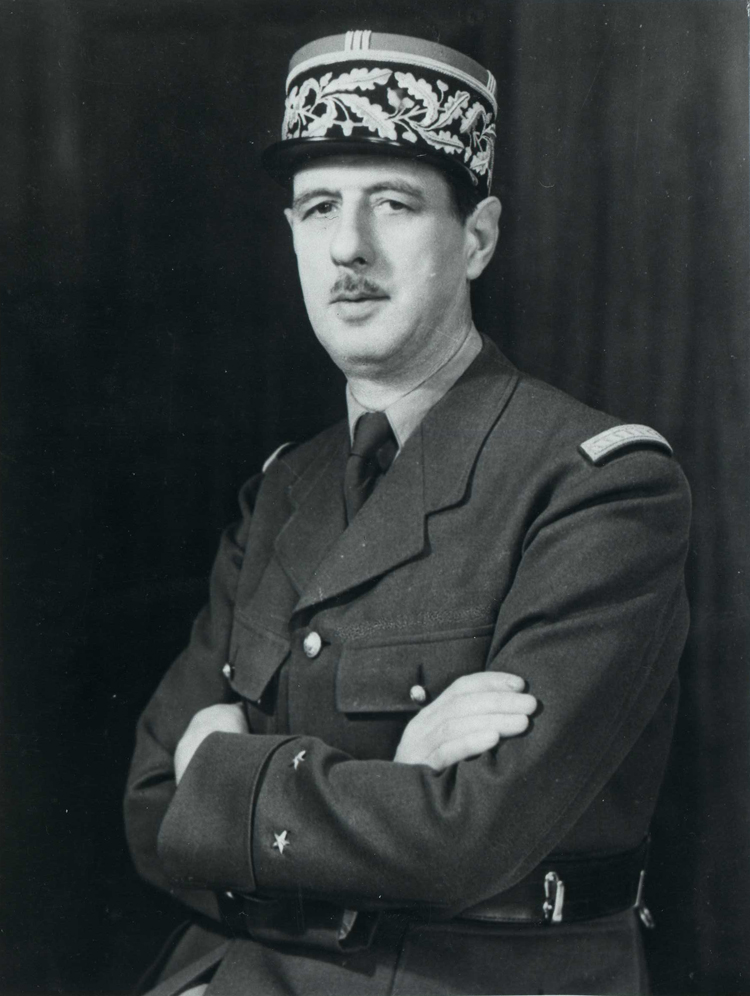
Charles de Gaulle († 9. listopadu)

  - Roberto Gerhard, katalánský hudební skladatel (* 25. září 1896)
  - Max Born, německý matematik a fyzik, nositel Nobelovy cenu za fyziku (* 11. prosince 1882)
- 10. ledna – Pavel Běljajev, ruský vojenský letec a kosmonaut (* 26. června 1925)
- 12. ledna – Isabela Marie Braganzská, portugalská infantka a německá šlechtična (* 19. listopadu 1894)
- 15. ledna – Lea Goldbergová, izraelská básnířka, spisovatelka a překladatelka (* 29. května 1911)
- 22. ledna – Miloš Vančo, ministr spravedlnosti autonomní slovenské vlády (* 4. listopadu 1884)
- 27. ledna – Erich Heckel, německý expresionistický malíř (* 31. července 1883)
- 29. ledna – Basil Liddell Hart, britský vojenský teoretik a historik (* 31. října 1895)
- 31. ledna
  - Michail Leonťjevič Mil, ruský konstruktér vrtulníků (* 22. listopadu 1909)
  - Slim Harpo, americký bluesový hudebník (* 11. ledna 1924)
- 1. února – Alfréd Rényi, maďarský matematik (* 20. března 1921)
- 2. února – Bertrand Russell, anglický matematik a filozof (* 18. května 1872)
- 3. února – Italo Gariboldi, italský generál (* 20. dubna 1879)
- 13. února – Paul Camenisch, švýcarský malíř a architekt (* 7. listopadu 1893)
- 15. února – Hugh Dowding, velitel britské Royal Air Force (* 24. dubna 1882)
- 17. února – Šmu'el Josef Agnon, izraelský spisovatel, Nobelova cena za literaturu (* 17. července 1888)
- 22. února – Dora Boothbyová, anglická tenistka (* 2. srpna 1881)
- 25. února
  - Ján Bendík, slovenský poslanec (* 25. prosince 1903)
  - Mark Rothko, americký malíř (* 25. září 1903)
- 3. března – Albin Kaasinen, finský sochař (* 7. dubna 1892)
- 12. března – Erle Stanley Gardner, americký spisovatel detektivních románů (* 17. července 1889)
- 13. března – Emil Ruder, švýcarský typograf a grafický designér (* 20. března 1914)
- 14. března – Fritz Perls, americký psycholog (* 8. července 1893)
- 15. března
  - Josef Martin Bauer, německý spisovatel (* 11. března 1901)
  - Arthur Adamov, francouzský dramatik (* 23. srpna 1908)
- 16. března – Tammi Terrell, americká zpěvačka a textařka písní (* 29. dubna 1945)
- 18. března – Louis Béchereau, francouzský letecký konstruktér (* 25. června 1880)
- 21. března – Hendrik Sartov, dánský fotograf a kameraman (* 14. března 1885)
- 29. března – Lev Kulešov, sovětský filmař a filmový teoretik (* 13. ledna 1899)
- 30. března – Heinrich Brüning, německý říšský kancléř (* 26. listopadu 1885)
- 31. března – Semjon Konstantinovič Timošenko, maršál SSSR (* 18. února 1895)
- 3. dubna – Avigdor Hame'iri, izraelský spisovatel, novinář, básník a dramatik (* 16. září 1890)
- 5. dubna – Richard Bergmann, rakouský (od roku 1939) anglický stolní tenista (* 10. dubna – 1919)
- 8. dubna
  - Benčo Obreškov, bulharský malíř (* 27. dubna 1899)
  - Felix Bourbonsko-Parmský, parmský a lucemburský princ (* 28. října 1893)
  - Julius Pokorny, německý jazykovědec (* 12. června 1887)
- 9. dubna – István Kozma, maďarský zápasník, dvojnásobný olympijský šampión (* 27. listopadu 1939)
- 16. dubna – Richard Neutra, rakousko-americký architekt (* 8. dubna 1892)
- 20. dubna – Paul Celan, rumunský básník (* 23. listopadu 1920)
- 21. dubna – Earl Hooker, americký bluesový kytarista a zpěvák (* 15. ledna 1929)
- 24. dubna – Otis Spann, americký bluesový klavírista a zpěvák (* 21. března 1930)
- 7. května – Jack Jones, velšský romanopisec a dramatik (* 24. listopadu 1884)
- 12. května
  - Władysław Anders, hlavní velitel polských ozbrojených sil v letech 1944–1945 (* 11. srpna 1892)
  - Nelly Sachsová, německá spisovatelka (* 10. prosince 1891)
- 13. května – Márton Moyses, sedmihradský maďarský básník (* 20. dubna 1941)
- 17. května – Heinz Hartmann, rakouský psychoanalytik (* 4. listopadu 1894)
- 25. května – Christopher Dawson, anglický historik (* 12. října 1889)
- 31. května – Terry Sawchuk, kanadský hokejista (* 28. prosince 1929)
- 1. června – Giuseppe Ungaretti, italský básník a spisovatel (* 8. února 1888)
- 2. června – Bruce McLaren, zavodník a zakladatel týmu ve Formuli 1 (* 30. srpna 1937)
- 3. června
  - Hjalmar Schacht, německý finančník a ministr hospodářství (* 22. ledna 1877)
  - Adrian Conan Doyle, britský spisovatel (* 19. listopadu 1919)
- 4. června – Josep Carner, katalánský básník, novinář a dramatik (* 9. února 1884)
- 7. června – Edward Morgan Forster, anglický spisovatel (* 1. ledna 1879)
- 8. června – Abraham Maslow, americký psycholog (* 1. dubna 1908)
- 11. června – Alexandr Fjodorovič Kerenskij, předseda ruské prozatímní vlády (* 4. května 1881)
- 14. června – Roman Ingarden, polský filosof, estetik a literární teoretik (* 5. února 1893)
- 15. června – Henri Queuille, francouzský politik, ministerský předseda a několikanásobný ministr (* 31. března 1884)
- 16. června – Elsa Trioletová, francouzská spisovatelka (* 12. září 1896)
- 20. června – Max Spielmann, česko-německý architekt (* 3. dubna 1881)
- 21. června
  - Sukarno, první indonéský president (* 6. června 1901)
  - Cecil Roth, britský historik (* 5. března 1899)
- 27. června – Dan Kinsey, americký olympijský vítěz v běhu na 110 metrů překážek z roku 1924 (* 22. ledna 1902)
- 4. července – Barnett Newman, americký malíř a sochař (* 29. ledna 1905)
- 5. července – Imre Benoschofsky, maďarský vrchní rabín (* 6. února 1903)
- 10. července
  - Félix Gaillard, premiér Francie (* 5. listopadu 1919)
  - Erwin Janchen, rakouský botanik (* 15. května 1882)
- 11. července
  - Clinton Rossiter, americký historik a politolog (* 18. září 1917)
  - Agustín Muñoz Grandes, španělský generál, předseda španělské vlády (* 27. ledna 1896)
- 13. července – Leslie Groves, americký vojenský inženýr, vedoucí projektu Manhattan (* 17. srpna 1896)
- 15. července – Eric Berne, americký lékař a psychiatr (* 10. května 1910)
- 16. července – Chajim-Moše Šapira, izraelský politik (* 26. března 1920)
- 27. července – António de Oliveira Salazar, portugalský politik (* 28. dubna 1889)
- 31. července – Booker Ervin, americký jazzový saxofonista (* 31. října 1930)
- 1. srpna – Frances Farmer, americká herečka (* 19. září 1913)
- 10. srpna
  - Bernd Alois Zimmermann, západoněmecký skladatel (* 20. března 1918)
  - Nikolaj Robertovič Erdman, sovětský dramatik a scenárista (* 16. listopadu 1900)
- 22. srpna
  - Vladimir Jakovlevič Propp, ruský lingvista (* 29. dubna 1895)
  - Hermann Knaus, rakouský chirurg a gynekolog (* 19. října 1892)
- 30. srpna – Abraham Zapruder, autor záznamu atentátu na Johna Fitzgeralda Kennedyho (* 15. května 1905)
- 1. září – François Mauriac, francouzský spisovatel, Nobelova cena za literaturu (* 11. října 1885)
- 2. září – Marie Pierre Kœnig, francouzský generál (* 10. října 1898)
- 3. září – Alan Wilson, americký zpěvák, kytarista a hráč na foukací harmoniku (* 4. července 1943)
- 5. září – Jochen Rindt, německo-rakouský pilot Formule 1 (* 18. dubna 1942)
- 6. září – Zalman Aran, ministr v izraelské vládě (* 1. března 1899)
- 7. září – Jicchak Gruenbaum, izraelský a polský politik (* 24. listopadu 1879)
- 8. září – Percy Spencer, americký konstruktér a vynálezce (* 9. července 1894)
- 9. září – Petr Den, český právník, diplomat a publicista (* 3. dubna 1898)
- 10. září – Cy Denneny, kanadský hokejista (* 23. prosince 1891)
- 14. září – Rudolf Carnap, německý filosof, matematik a logik (* 18. května 1891)
- 17. září – France Bevk, slovinský prozaik, básník a překladatel (* 17. září 1890)
- 18. září – Jimi Hendrix, americký kytarista (* 27. listopadu 1942)
- 22. září
  - Tadeusz Manteuffel, polský historik (* 5. března 1902)
  - Janko Alexy, slovenský spisovatel a malíř (* 25. ledna 1894)
- 23. září – Bourvil, francouzský herec (* 27. července 1917)
- 25. září – Erich Maria Remarque, německý spisovatel (* 22. června 1898)
- 28. září
  - John Dos Passos, americký spisovatel (* 14. ledna 1896)
  - Gamál Násir, egyptský prezident (* 15. ledna 1918)
- 30. září – Karol Badáni, slovenský herec a divadelní režisér (* 29. března 1910)
- 4. října – Janis Joplin, americká zpěvačka (* 19. ledna 1943)
- 8. října – Lucien Goldmann, rumunsko-francouzský filosof (* 20. července 1913)
- 9. října – Jean Giono, francouzský spisovatel (* 30. března 1895)
- 10. října
  - Édouard Daladier, francouzský premiér (* 18. června 1884)
  - Vilhelm Carlberg, švédský střelec, trojnásobný olympijský vítěz 1912 (* 5. dubna 1882)
  - Adam Rapacki, ministr zahraničí Polska (* 24. prosince 1909)
- 18. října – Zeid bin Husajn, irácký princ z arabské dynastie Hášimovců (* 28. února 1898)
- 19. října – Lázaro Cárdenas del Río, mexický generál a prezident (* 21. května 1895)
- 24. října – Richard Hofstadter, americký historik (* 6. srpna 1916)
- 2. listopadu
  - Pierre Veyron, francouzský automobilový závodník (* 1. října 1903)
  - Richard James Cushing, arcibiskup bostonský, kardinál (* 24. srpna 1895)
- 3. listopadu – Petr II. Karađorđević, poslední král Jugoslávského království (* 6. září 1923)
- 7. listopadu – Herbert Plaxton, kanadský hokejista, zlato na OH 1928 (* 22. dubna 1901)
- 8. listopadu – Napoleon Hill, americký autor literatury věnované osobnímu úspěchu (* 26. října 1883)
- 9. listopadu – Charles de Gaulle, francouzský politik a voják (* 22. listopadu 1890)
- 19. listopadu – Andrej Ivanovič Jeremenko, sovětský vojevůdce (* 14. října 1892)
- 21. listopadu – Chandrasekhara Venkata Raman indický fyzik, nositel Nobelovy ceny (1930), (* 7. listopadu 1888)
- 25. listopadu – Jukio Mišima, japonský spisovatel (* 14. ledna 1925)
- 27. listopadu – Helene Madisonová, americká plavkyně. tři zlaté medaile na OH 1932 (* 19. června 1913)
- 29. listopadu – Mary Bardová, americká spisovatelka (* 21. listopadu 1904)
- 30. listopadu – Nina Ricci, italská módní návrhářka (* 14. ledna 1883)
- listopad – Leon James
  - Leon James, americký černošský tanečník (* duben 1913)
  - Albert Ayler, americký jazzový saxofonista (* 13. července 1936)
- 9. prosince – Arťom Mikojan, arménský letecký konstruktér (* 5. srpna 1905)
- 13. prosince – Heinrich Maria Davringhausen, německý malíř (* 21. října 1894)
- 15. prosince – Ernest Marsden, novozélandský fyzik (* 19. února 1889)
- 23. prosince
  - Elyesa Bazna, německý špion, krycí jméno Cicero (* 28. července 1904)
  - Aleksander Warma, předseda estonské exilové vlády (* 22. června 1890)
- 24. prosince – Nikolaj Michajlovič Švernik, komunistický politik, titulární hlava sovětského státu (* 19. května 1888)
- 28. prosince
  - Gottlieb Fiala, rakouský odborář a politik Komunistické strany Rakouska (* 14. října 1891)
  - Lee Barnes, americký olympijský vítěz ve skoku o tyči 1924 (* 16. července 1906)
- 30. prosince – Arsenio Rodríguez, kubánský hudebník a skladatel (* 30. srpna 1911)
- 31. prosince – Michael Balint, maďarský psychoanalytik (* 3. prosince 1896)
- ? – Alfonso Bialetti, italský vynálezce kávovaru (* 1888)
- ? – Joan Prats i Vallès, katalánský sběratel umění (* 1891)
- ? – Otto Schubert, německý malíř (* 1892)
- ? – Zacharij Kecchoveli, gruzínský politik (* 1902)
- ? – Rosa Plaveva, osmanská a jugoslávská socialistka a sufražetka (* 1878)

## Hlavy států
Evropa:
- Československo – prezident Ludvík Svoboda
- SFR Jugoslávie – Josip Broz Tito
- Bulharská LR – Todor Živkov
- Maďarská lidová republika – János Kádár (generální tajemník MSDS)
- Rumunsko – Nicolae Ceaușescu
- Rakousko – Franz Jonas
- NDR
  - Walter Ulbricht (Generální tajemník SED)
  - Willi Stoph (předseda státní rady)
- NSR
  - Willy Brandt (kancléř)
  - Gustav Heinemann (prezident)
- Polská lidová republika
  - Władysław Gomułka
  - Edward Gierek (od 20. 12.)
- Litevská SSR – Antanas Sniečkus
- Sovětský svaz
  - předseda prezidia Nejvyššího sovětu Nikolaj Viktorovič Podgornyj
  - (de facto) první tajemník KSSS Leonid Iljič Brežněv
- Francie – prezident Georges Pompidou
- Španělsko – Francisco Franco
- Vatikán – papež Pavel VI.

Ostatní:
- Japonsko – Císař Šówa
- Čína – (úřadující) předseda ČLR Tung Pi-wu
- Vietnamská demokratická republika – Tôn Đức Thắng
- USA – prezident Richard Nixon

### Digitální archivy k roku 1970
- Československý filmový týdeník v archivu České televize – rok 1970
- Dokumentární cyklus České televize Retro – rok 1970
- Pořad stanice Český rozhlas 6 Rok po roce – rok 1970
- Rudé právo v archivu Ústavu pro českou literaturu – ročník 50 rok 1970